# Уэст, Джейк
Джэйк Уэст — режиссёр, сценарист, продюсер и актёр из Великобритании.

## Фильмография

### Режиссёр
- 1996 — M.I.A.
- 1998 — Razor Blade Smile
- 2002 — Whacked
- 2003 — Bruce Campbell: Geek or God?
- 2003 — The Living Love the Dead!
- 2005 — Пришельцы-завоеватели / Evil Aliens
- 2006 — Тыквоголовый 3 (Услуги преисподней стоят дорого) / Pumpkinhead: Ashes to Ashes
- 2008 — Doghouse
- 2012 — S is for Speed («Азбука смерти»)

### Сценарист
- 1998 — Razor Blade Smile
- 2002 — Whacked
- 2005 — Пришельцы-завоеватели / Evil Aliens
- 2006 — Тыквоголовый 3 (Услуги преисподней стоят дорого) / Pumpkinhead: Ashes to Ashes
- 2012 — S is for Speed («Азбука смерти»)

### Продюсер
- 1998 — Razor Blade Smile

### Актёр
- 2000 — Lighthouse